# Superliga de Kosovo 2021-22
La Superliga de Kosovo 2021-22 fue la 23.ª edición de la Superliga de Kosovo. La temporada comenzó el 21 de agosto de 2021 y terminó el 22 de mayo de 2022.
En esta temporada cambia de patrocinio pasando llamarse de IPKO Superliga a ArtMotion Superliga.

## Sistema de competición
Un total de 10 equipos participan entre sí todos contra todos 4 veces, totalizando 36 fechas. Al final de la temporada el primer clasificado se proclama campeón e irá a la Liga de Campeones 2022-23, el segundo obtiene un cupo a la Liga Europa Conferencia 2022-23; por otro lado los dos últimos clasificados descienden a la Liga e Parë 2022-23, mientras que el octavo jugará el play-off por la permanencia contra el tercero de la Liga e Parë 2021-22.
Un cupo para la Liga Europa Conferencia 2022-23 será asignado al ganador de la Copa de Kosovo.

## Relevos
| Pos  | a la Superliga |
| ---- | -------------- |
| 1.°  | Malisheva      |
| 2.°  | Ulpiana        |
| Lig. | Dukagjini      |

| Pos   | a la Liga e Parë |
| ----- | ---------------- |
| Prom. | Trepça'89        |
| 9.°   | Arbëria          |
| 10.°  | Besa Pejë        |

## Equipos participantes
- En negrita los que llevan licencia de la UEFA.[2]

| Equipo     | Ciudad    | Estadio                | Capacidad |
| ---------- | --------- | ---------------------- | --------- |
| Ballkani   | Suva Reka | Estadio Suva Reka      | 1500      |
| Drenica    | Skenderaj | Estadio Bajram Aliu    | 3000      |
| Drita      | Gnjilane  | Estadio Gjilan City    | 15000     |
| Dukagjini  | Klina     | Estadio 18 de Junio    | 1000      |
| Feronikeli | Glogovac  | Estadio Rexhep Rexhepi | 2000      |
| Gjilani    | Gnjilane  | Estadio Gjilan City    | 15000     |
| Llapi      | Podujevo  | Estadio Zahir Pajaziti | 10000     |
| Malisheva  | Malisevo  | Estadio Liman Gegaj    | 1800      |
| Prishtina  | Pristina  | Estadio Fadil Vokrri   | 13000     |
| Ulpiana    | Lipljan   | Estadio Qatiq Bytyqi   | 3500      |

## Tabla de posiciones
| Pos. | Equipo         | Pts. | PJ | G  | E  | P  | GF | GC | Dif. | Clasificación 2022–23                       |
| ---- | -------------- | ---- | -- | -- | -- | -- | -- | -- | ---- | ------------------------------------------- |
| 1    | Ballkani (C)   | 76   | 36 | 23 | 7  | 6  | 61 | 26 | +35  | Primera ronda de la Liga de Campeones       |
| 2    | Drita          | 64   | 36 | 18 | 10 | 8  | 56 | 25 | +31  | Primera ronda de la Liga Europa Conferencia |
| 3    | Gjilani        | 62   | 36 | 16 | 14 | 6  | 57 | 36 | +21  | Primera ronda de la Liga Europa Conferencia |
| 4    | Llapi          | 54   | 36 | 15 | 9  | 12 | 57 | 44 | +13  | Primera ronda de la Liga Europa Conferencia |
| 5    | Prishtina      | 51   | 36 | 14 | 9  | 13 | 49 | 37 | +12  |                                             |
| 6    | Drenica        | 50   | 36 | 14 | 8  | 14 | 51 | 48 | +3   |                                             |
| 7    | Dukagjini      | 50   | 36 | 12 | 14 | 10 | 37 | 34 | +3   |                                             |
| 8    | Malisheva (O)  | 48   | 36 | 13 | 9  | 14 | 45 | 43 | +2   | Play-off de relegación                      |
| 9    | Ulpiana (D)    | 27   | 36 | 6  | 9  | 21 | 34 | 72 | −38  | Descenso a la Liga e Parë 2022-23           |
| 10   | Feronikeli (D) | 12   | 36 | 3  | 3  | 30 | 16 | 98 | −82  | Descenso a la Liga e Parë 2022-23           |

 Fuente: 

## Play-off de permanencia
El penúltimo clasificado de la Superliga se enfrentó al mejor segundo clasificado de la Liga e Parë 2021-22, por un lugar en la Superliga 2022-23.
| 28 de mayo de 2022, 17:00 | Vushtrria    | 1:3 (0:2) | Malisheva                             | Estadio Zahir Pajaziti, Podujevo |  |
|                           | Gashi 90+17' | Reporte   | Marc-Olivier 17' · Pefqeli 26', 90+4' |                                  |  |

- Malisheva vence por un resultado de 3-1 y se mantiene en la Superliga de Kosovo.